# Euphronarcha hemipteraria
Euphronarcha hemipteraria là một loài bướm đêm trong họ Geometridae.